# پیش‌خرگوش
پیش‌خرگوش (نام علمی: Prolagus) نام یک سرده از راسته خرگوش‌سانان است.